# Tavurvur
O Tavurvur é um estratovulcão localizado próximo da cidade de Rabaul, na ilha de Nova Bretanha, Papua-Nova Guiné. É uma sub-ventilação da caldeira de Rabaul. O vulcão é conhecido por suas erupções devastadoras sobre Rabaul.

## História
Em 1937, o Tavurvur e outro vulcão próximo (o Vulcan) entraram em erupção, matando 507 pessoas.
Em 7 de outubro de 2006, o Tavurvur entrou novamente em erupção. A explosão inicial fez quebrar vidros de casas num raio de até 12 km e lançou à estratosfera uma nuvem de cinzas de 18 Km de altura. Felizmente, o vento fez com que as cinzas do vulcão se afastassem de Rabaul.

## Galeria

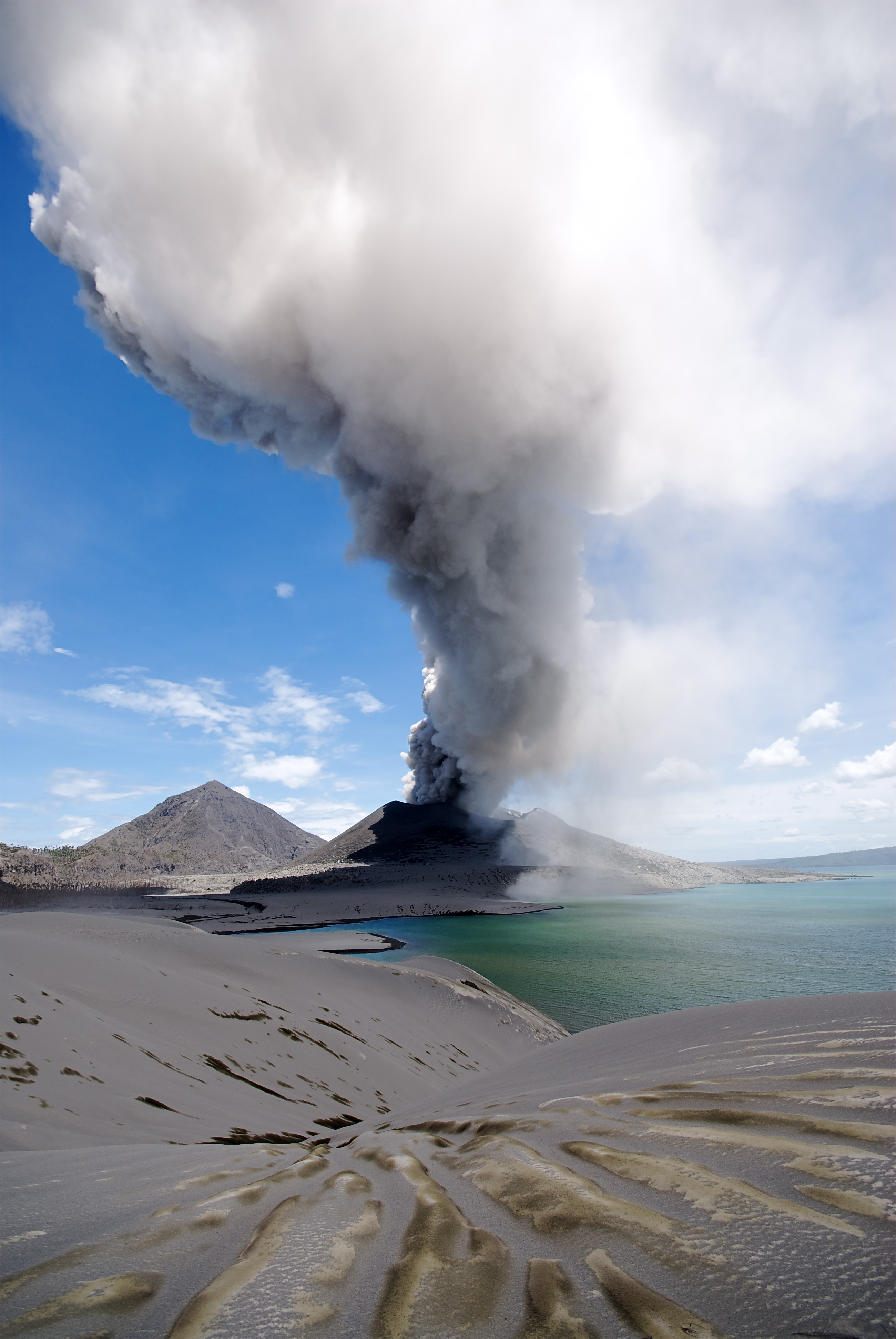
Vulcão em atividade.
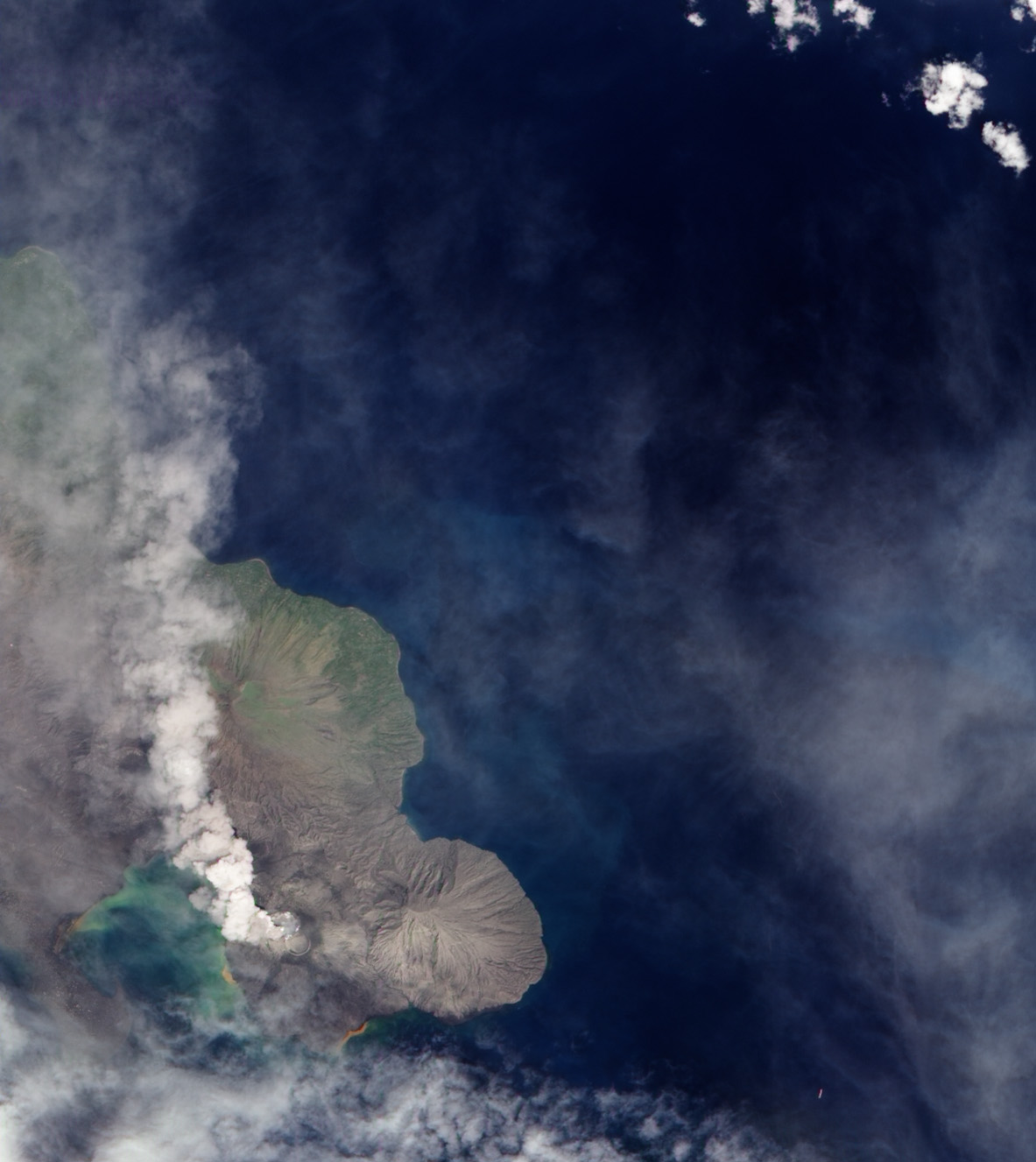
Nuvem de fumaça vista do espaço.